# San Jacinto Yaveloxi
San Jacinto Yaveloxi är en ort i Mexiko.   Den ligger i kommunen Santiago Choápam och delstaten Oaxaca, i den sydöstra delen av landet, 400 km sydost om huvudstaden Mexico City. San Jacinto Yaveloxi ligger 925 meter över havet och antalet invånare är 418.
Terrängen runt San Jacinto Yaveloxi är huvudsakligen kuperad, men åt nordväst är den bergig. San Jacinto Yaveloxi ligger uppe på en höjd. Runt San Jacinto Yaveloxi är det mycket glesbefolkat, med 4 invånare per kvadratkilometer. Närmaste större samhälle är La Candelaria, 17,8 km sydväst om San Jacinto Yaveloxi. I omgivningarna runt San Jacinto Yaveloxi växer i huvudsak städsegrön lövskog.